# Hypoxis colchicifolia
Hypoxis colchicifolia är en enhjärtbladig växtart som beskrevs av John Gilbert Baker. Hypoxis colchicifolia ingår i släktet Hypoxis och familjen Hypoxidaceae. Inga underarter finns listade i Catalogue of Life.